# Sandra Morgan

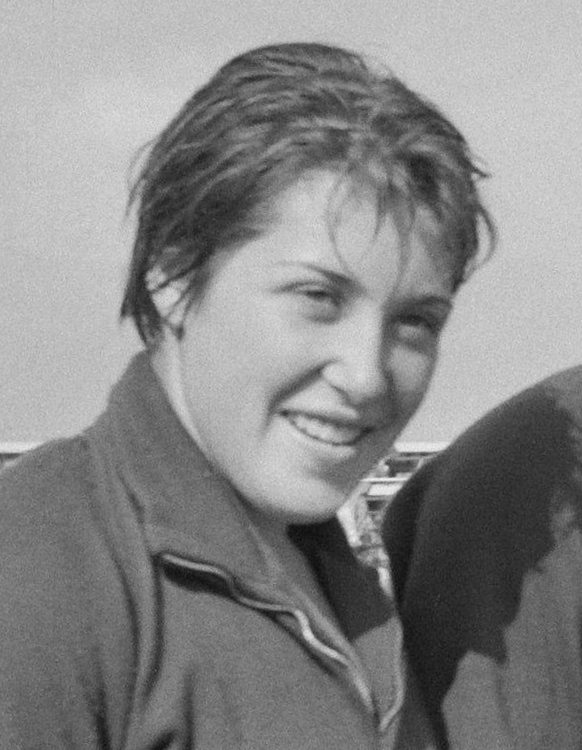
Sandra Morgan (1958)

Sandra Anne Morgan, nach Heirat Sandra Anne Beavis, (* 6. Juni 1942 in Tamworth, New South Wales) ist eine ehemalige australische Schwimmerin. Sie gewann bei den Olympischen Spielen 1956 in Melbourne und bei den British Empire and Commonwealth Games 1958 in Cardiff je eine Goldmedaille mit der Freistilstaffel.

## Sportliche Karriere
Bei den Olympischen Spielen 1956 in Melbourne qualifizierte sich die australische 4-mal-100-Meter-Freistilstaffel mit Margaret Gibson, Sandra Morgan, Elizabeth Fraser und Faith Leech mit der schnellsten Zeit für das Finale. Im Finale schwammen Dawn Fraser, Faith Leech, Sandra Morgan und Lorraine Crapp fast acht Sekunden schneller als im Vorlauf und stellten in 4:17,1 Minuten einen neuen Weltrekord auf. Sandra Morgan war mit 14 Jahren die jüngste Olympiasiegerin bei den Olympischen Spielen in Melbourne. Der Weltrekord wurde erst im August 1960 unterboten. Zwischen Vorlauf und Endlauf in der Freistilstaffel fanden die Vorläufe über 400 Meter Freistil statt, Crapp, Fraser und Morgan erreichten das Finale. Im Endlauf am Tag nach dem Staffelfinale siegte Lorraine Crapp vor Dawn Fraser, Sandra Morgan konnte ihre Zeit aus dem Vorlauf nicht wiederholen und schlug als Sechste an.
Zwei Jahre später siegte bei den British Empire und Commonwealth Games die australische 4-mal-110-Yards-Freistilstaffel mit Alva Colquhoun, Dawn Fraser, Lorraine Crapp und Sandra Morgan. Einen Monat vor den Olympischen Spielen 1960 stellten Dawn Fraser, Alva Colquhoun, Ilsa Konrads und Lorraine Crapp in 4:16,2 Minuten einen neuen Weltrekord in der 4-mal-100-Meter-Freistilstaffel auf. Bei den olympischen Schwimmwettbewerben in Rom qualifizierten sich Sandra Morgan, Alva Colquhoun, Ruth Everuss und Lorraine Crapp in 4:17,6 Minuten mit der schnellsten Vorlaufzeit für den Endlauf. Im Finale schwammen Dawn Fraser, Ilsa Konrads, Lorraine Crapp und Alva Colquhoun in 4:11,3 Minuten fast fünf Sekunden schneller als beim Weltrekord, erhielten aber nur die Silbermedaille, weil die Staffel aus den Vereinigten Staaten den Weltrekord auf 4:08,9 Minuten herunterdrückte. Morgan und Everuss erhielten für ihren Vorlaufeinsatz nach den damals gültigen Regeln keine Medaille.
Sandra Morgan beendete kurz nach den Olympischen Spielen in Rom wegen gesundheitlicher Probleme ihre sportliche Karriere.